# Scolopopleura pulcherrima
Scolopopleura pulcherrima är en mångfotingart som beskrevs av Carl Graf Attems 1929. Scolopopleura pulcherrima ingår i släktet Scolopopleura och familjen Chelodesmidae. Inga underarter finns listade i Catalogue of Life.